# Neoheterophrictus
Neoheterophrictus là một chi nhện trong họ Theraphosidae. Chúng thường được tìm thấy ở Ấn Độ.

## Các loài
- Neoheterophrictus amboli Mirza & Sanap, 2014
- Neoheterophrictus bhori (Gravely, 1915)
- Neoheterophrictus crurofulvus Siliwal, Gupta & Raven, 2012
- Neoheterophrictus madraspatanus (Gravely, 1935)
- Neoheterophrictus sahyadri Siliwal, Gupta & Raven, 2012
- Neoheterophrictus smithi Mirza, Bhosale & Sanap, 2014
- Neoheterophrictus uttarakannada Siliwal, Gupta & Raven, 2012